# Championnats d'Afrique de lutte 2005
Navigation
Le Caire 2004 Pretoria 2006
Les Championnats d'Afrique de lutte 2005 se déroulent du 12 au 15 mai 2005 à Casablanca, au Maroc.

## Podiums

### Hommes

#### Lutte libre
| Catégories | Or                            | Argent                | Bronze                    |
| ---------- | ----------------------------- | --------------------- | ------------------------- |
| 55 kg      | Mohamed Ataya                 | Aoune Aysal           | Denver Christopher Jansen |
| 60 kg      | Hassan Ibrahim Madani         | Billal Gouine         | Akram Ariani              |
| 66 kg      | Walid Hassab El Nabi          | Farid Hanoun          | Riad Jelassi              |
| 74 kg      | Abd El Wahid Wesal            | Jilaili Abdestar      | Doudoud Diop              |
| 84 kg      | Mahmoud Ahmed Attia El Sayed  | Mohamed Ali Bouzaiane | Matar Sène                |
| 96 kg      | Saleh Moustafa                | John Chort            | Ibrahima Sarr             |
| 120 kg     | Hisham Abdelwahab Abdelmoamen | Sofiane Akrout        | Moustafa Belfaida         |

#### Lutte gréco-romaine
| Catégories | Or                           | Argent             | Bronze                       |
| ---------- | ---------------------------- | ------------------ | ---------------------------- |
| 55 kg      | Karim Ibrahim El-Sayed       | Nabil Houssani     | Meher El Bouthouki           |
| 60 kg      | Mohamed Mustafa              | Mehdi Djlassi      | Ahmed Krikbou                |
| 66 kg      | Ashraf Meligy El Garably     | Ibrahim Khababa    | Charles Martin van der Merwe |
| 74 kg      | Ahmed Mohamed Abdelsadek     | Badreddine Amdouni | Messaoud Zeghdane            |
| 84 kg      | Ahmed Mohammadi              | Amor Bach Hamba    | Ahmed Fortas                 |
| 96 kg      | Karam Mohammed Gaber Ibragim | John Short         | Mustapha Bouari              |
| 120 kg     | Yasser Abdelrahman Ali       | Mohamed Zebar      | Sofiane Akrout               |

### Femmes

#### Lutte féminine
| Catégories | Or                      | Argent           | Bronze             |
| ---------- | ----------------------- | ---------------- | ------------------ |
| 48 kg      | Kawtar Othmani          | Leila Benhammoud | Saher Selim        |
| 51 kg      | Isabelle Sambou         | Dalila Rouabhia  | Hamida Abd El Wafa |
| 55 kg      | Rasha Mohamed Elneklawy | Ghariba Damou    | Nuhella Riabi      |
| 59 kg      | Samia Bejaoui           | Rokhiaton Souk   | Khadija Dakraoui   |
| 63 kg      | Doaa Ahmed Maher        | Faiza Bejaoui    | Latifa Rassam      |
| 67 kg      | Hayat Quasir            | Kaouthmen Ghanmi | Jacqueline Biaye   |
| 72 kg      | Sani Chortani           | Euphrasie Sambou | Karima Argoub      |